# The Dissection and Reconstruction of Music from the Past as Performed by the Inmates of Lalo Schifrin's Demented Ensemble as a Tribute to the Memory of the Marquis De Sade
The Dissection and Reconstruction of Music from the Past as Performed by the Inmates of Lalo Schifrin's Demented Ensemble as a Tribute to the Memory of the Marquis De Sade je studiové album argentinského hudebníka a skladatele Lalo Schifrina, vydané v roce 1966. Album produkoval Creed Taylor a vyšlo u Verve Records. Nahráno bylo ve dnech 27. a 28. dubna 1966 ve studiu Van Gelder Studio. Zvukovým inženýrem byl Rudy Van Gelder.

## Seznam skladeb
| Pořadí         | Název                          | Délka |
| -------------- | ------------------------------ | ----- |
| 1.             | Old Laces                      | 4:23  |
| 2.             | The Wig                        | 2:44  |
| 3.             | The Blues for Johann Sebastian | 3:38  |
| 4.             | Renaissance                    | 3:29  |
| 5.             | Beneath a Weeping Willow Shade | 2:33  |
| 6.             | Versailles Promenade           | 4:04  |
| 7.             | Troubadour                     | 3:07  |
| 8.             | Marquis de Sade                | 2:50  |
| 9.             | Aria                           | 2:36  |
| 10.            | Bossa Antique                  | 3:29  |
| Celková délka: | Celková délka:                 | 32:31 |

## Sestava
- Lalo Schifrin – cembalo, klavír
- Richard Davis – kontrabas
- George Ricci – violoncello
- Grady Tate – bicí
- Jerome Richardson – altflétna, tenorflétna, tenorsaxofon
- Romeo Penque – altflétna, tenorsaxofon
- Ray Alonge – francouzský roh
- Gene Bertoncini – kytara
- Gloria Agostini – harfa
- Urbie Green – pozoun
- Tommy Mitchell – baspozoun
- Jimmy Maxwell – trubka
- Don Butterfield – tuba
- Alfred Brown – viola, housle
- Harry Lookofsky – housle
- Rose Marie Jun – zpěv
- Gene Orloff – housle
- Richard Berg – francouzský roh
- James Buffington – francouzský roh
- Ernie Royal – trubka
- J. J. Johnson – pozoun
- Kai Winding – pozoun
- Clark Terry – trubka
- Snooky Young – trubka
- Christopher Williams – housle